# 河原山城の戦い
河原山城の戦い（かわらやまじょうのたたかい）は、天正13年（1585年）7月に伯耆国汗入郡の河原山城で起きた合戦。一部の書籍では香原山城の戦いともいわれる。『陰徳太平記』では南条元続が河原山城を直接攻撃したとされているが、元続は実際に出兵を行ってはいない。

## 背景
この戦いは伯耆国内での中世最後の戦いといわれるが、戦いに至るまでに次のような経緯が存在した。

### 京芸和睦の成立
天正7年（1579年）における中国地方の雄・毛利氏からの伯耆国国人・南条氏の離反を発端とした両者の戦いは、同13年（1585年）1月にいわゆる「京芸和睦」が正式に確定したことによって終結をむかえた。

### 南条氏の八橋城回復戦
毛利氏と敵対していた南条元続は、それに先立つ天正11年（1583年）の末に帰国しており、暫定的な形ではあるものの八橋城を除く東伯耆3郡を同12年（1584年）1月頃には毛利氏より引き渡されていた。
帰国後の南条氏は、毛利氏に属したままだった八橋城回復のため奔走、尾高城の奪還を目指す行松氏を支援するなどした結果、天正13年の春には念願の八橋城回復に成功した。その後の南条氏は行松氏を背後から支援する形で西伯耆における毛利氏支配に揺さぶりをかける行動を行うようになった。

## 戦いの経過
天正13年の7月、毛利氏の四国征伐に伴う出兵で西伯耆の軍勢が手薄になった。その隙に南条元続支援の行松氏は1000余騎を率いて、福頼左衛門尉元秀の守る汗入郡の河原山城を攻撃、これを落城させた。
この一報に驚いた毛利家臣・吉川元春は弟の毛利元康を出兵させ、多数の支援部隊を送り込んでただちにこれを回復した。行松氏は成果を挙げられないまま、7月15日には羽衣石城へ退却していった。

## その後の影響
この戦いの後、南条氏は再び西伯耆へ進出することはなくなり、史料上ではこれ以後の合戦は確認されていない。これにより文明年間から約100年間続いた伯耆国内での戦国動乱の時代もようやく終わりを迎えることになった。